# Triaenops menamena
Triaenops menamena là một loài dơi trong chi Triaenops được tìm thấy trên đảo Madagascar, chủ yếu là ở các vùng khô hơn. Loài này đã được gọi là Triaenops rufus cho đến năm 2009, khi người phát hiện ra rằng danh pháp này không chính xác. Triaenops rufus là một từ đồng nghĩa của Triaenops persicus, một loài dơi Trung Đông liên quan chặt chẽ với T. menamena-loài Madagascar trước đây đã được một số tác gia xem là một phân loài của T. persicus. Triaenops menamena chủ yếu được tìm thấy trong rừng, nhưng cũng xuất hiện trong môi trường sống khác. Chúng thường chỗ ngủ thành đàn đông đảo và ăn côn trùng như bướm ngày và bướm đêm.